# Zotye Z300
Zotye Z300/Z360 — компактный автомобиль, выпускаемый китайской компанией Zotye в 2012—2017 годах.

## Описание
Автомобиль Zotye Z300 впервые был представлен в 2012 году на Пекинском международном автосалоне. Он приводился в действие 1,5-литровым двигателем Mitsubishi 4A91 мощностью 120 л. с. и крутящим моментом 143 Н⋅м, который сочетался в паре с пятиступенчатой механической или же автоматической трансмиссией.

В продажу модель поступила в мае 2012 года. Цены варьировались от 62900 до 69900 юаней. Конкурентом являлся Toyota Allion.
- Вид спереди
- Вид сзади

В 2014 году автомобиль прошёл рестайлинг. Название было сменено на Zotye Z360.
- Вид спереди
- Вид сзади
- Zotye Z360 (2017)